# 역할들
역할들(Moments of Role)은 한국에서 제작된 연송하 감독의 2021년 드라마 영화이다. 윤종구 등이 주연으로 출연하였다.

## 출연

### 주연
- 윤종구
- 김범석
- 김원정
- 연송하
- 윤정일
- 박재철

## 제작진
- 프로듀서: 백재호
- 프로듀서: 연송하
- 투자: 이상곤
- 조명: 박재철
- 조명: 김홍기
- 조감독: 윤정일
- 동시녹음: 박재철
- 동시녹음: 윤정일
- 동시녹음: 이상곤
- 사운드디자인: 표용수
- 미술: 김범석
- 미술: 김원정
- 미술: 박재철
- 미술: 윤정일
- 미술: 윤종구
- 미술: 연송하
- 시각효과: 정해도
- 분장: 김범석
- 분장: 김원정
- 분장: 박재철
- 분장: 윤정일
- 분장: 윤종구
- 분장: 연송하
- 의상: 김범석
- 의상: 김원정
- 의상: 박재철
- 의상: 윤정일
- 의상: 윤종구
- 의상: 연송하
- 디지털색보정: 엄진
- 디지털색보정: 정해도
- 디지털색보정: 이희섭
- 자막: 손광수
- 해외세일즈: 이나현
- 해외세일즈: 권소현
- 포스터 디자인: 이동석
- 포스터사진: 백재호
- 번역: 마누 보가드